# BirkaFolk
BirkaFolk är ett spelmanslag bestående av de studerande på folkmusiklinjen vid Birka folkhögskola i Ås.  Spelmanslaget utgörs av de nuvarande deltagarna på folkmusiklinjen, och således förändras medlemmarna vid starten av varje nytt läsår.
BirkaFolk brukar årligen resa till Norrköpings folkmusikfestival för att delta i Studentspelmanslags-VM, där de två gånger har vunnit titeln som världens bästa studentspelmanslag, år 2018 och 2023. 
Ensemblen fick dessutom pris för årets låt år 2015, och juryns hederspris år 2016.
Till följd av världsmästarvinsten år 2023 spelade BirkaFolk på Korröfestivalens 40-årsjubileum under sommaren 2024.